# GT World Challenge America 2024
Navigation
Édition précédente Édition suivante
Le Fanatec GT World Challenge America 2024 Powered by AWS sera la dix-huitième saison du GT World Challenge America du United States Auto Club et la septième sous la propriété de SRO Motorsports Group.
La saison débutera à Sonoma le 5 avril et se terminera à Indianapolis le 6 octobre.

## Calendrier
Le calendrier préliminaire fut publié le 1er juillet 2023, lors de la conférence de presse annuelle des 24 Heures de Spa du SRO. Il comprend 14 courses réparties sur sept manches. En septembre, le calendrier fut mis à jour. Le SRO a annoncé que le Barber Motorsports Park comblerait le poste vacant dans le calendrier et que le Sebring International Raceway remplacerait le NOLA Motorsports Park.
| Rond | Circuit                                                  | Date          |
| ---- | -------------------------------------------------------- | ------------- |
| 1    | Sonoma Raceway, Sonoma, Californie                       | 5-7 avril     |
| 2    | Circuit international de Sebring, Sebring, Floride       | 3-5 mai       |
| 3    | Circuit des Amériques, Austin, Texas                     | 17-19 mai     |
| 4    | Circuit international de Virginie, Alton, Virginie       | 19-21 juillet |
| 5    | Route Amérique, Elkhart Lake, Wisconsin                  | 16-18 août    |
| 6    | Barber Motorsports Park, Birmingham, Alabama             | 6-8 septembre |
| 7    | Circuit automobile d'Indianapolis, Indianapolis, Indiana | 4-6 octobre   |

## Liste des inscrits
| Équipe      | Voiture                        | Moteur                | No. | Conducteurs | Classe | Les manches |
| ----------- | ------------------------------ | --------------------- | --- | ----------- | ------ | ----------- |
| DXDT Racing | Chevrolet Corvette Z06 GT3. R. | Chevrolet LT6 5.5 LV8 |     |             |        |             |
| DXDT Racing | Chevrolet Corvette Z06 GT3. R. | Chevrolet LT6 5.5 LV8 |     |             |        |             |
| DXDT Racing | Chevrolet Corvette Z06 GT3. R. | Chevrolet LT6 5.5 LV8 |     |             |        |             |
| DXDT Racing | Chevrolet Corvette Z06 GT3. R. | Chevrolet LT6 5.5 LV8 |     |             |        |             |
| DXDT Racing | Chevrolet Corvette Z06 GT3. R. | Chevrolet LT6 5.5 LV8 |     |             |        |             |
| DXDT Racing | Chevrolet Corvette Z06 GT3. R. | Chevrolet LT6 5.5 LV8 |     |             |        |             |

| Icône        | Classe       |
| ------------ | ------------ |
| P.           | Coupe Pro    |
| Pennsylvanie | Coupe Pro/Am |
| Suis         | Suis Coupe   |

- GT World Challenge Europe 2024
- GT World Challenge Europe Endurance Cup 2024
- GT World Challenge Europe Sprint Cup 2024
- GT World Challenge Asie 2024
- GT World Challenge Australie 2024